# Empidideicus turkestanicus
Empidideicus turkestanicus is een vliegensoort uit de familie van de Mythicomyiidae. De wetenschappelijke naam van de soort is voor het eerst geldig gepubliceerd in 1934 door Paramonov.